# Міндолін Володимир Олександрович
Володимир Олександрович Міндолін (нар. 7 листопада 1947, місто Бійськ Алтайського краю, Російська Федерація) — радянський діяч, 1-й секретар Новосибірського обласного комітету КПРС. Кандидат історичних наук, доцент. Член ЦК КП РРФСР у 1991 році.

## Біографія
У 1969 році закінчив Новосибірський державний університет. Член КПРС з 1969 року.
У 1969—1976 роках — аспірант, асистент, старший викладач кафедри історії КПРС Новосибірського державного університету.
У 1976—1980 роках — секретар, 2-й секретар Совєтського районного комітету КПРС міста Новосибірська.
У 1980—1988 роках — доцент Новосибірського державного університету.
У 1988—1990 роках — 1-й секретар Совєтського районного комітету КПРС міста Новосибірська.
У грудні 1990 — серпні 1991 року — 1-й секретар Новосибірського обласного комітету КПРС.
Потім — завідувач кафедри гуманітарних наук спеціалізованого навчально-наукового центру (фізико-математичної школи) імені Лаврентьєва Новосибірського державного університету.

## Нагороди
- орден Трудового Червоного Прапора
- медалі